# Лов на миша
Лов на миша (енгл. Mouse Hunt) је америчка филмска комедија из 1997. године у режији Гора Вербинског, а по сценарију Адама Рифкина. Главне улоге играју: Нејтан Лејн, Ли Еванс, Кристофер Вокен и Мори Чајкин.

## Радња
Некада успешни произвођач канапа Рудолф Шмунц, на самрти, тражи од својих синова - Ларса и Ернија - да не продају његову фабрику канапа. Ларс, који је одувек био уз свог оца, жели да настави очев посао, док Ернија, увек скептичан у погледу исплативости фабрике, ово уопште не занима – он је страствен за кување и познати је кувар најбољи француски ресторан у граду. По вољи свог оца, Ларс и Ерни, поред фабрике, добијају и напуштену стару вилу на периферији града коју је њихов отац добио на име дуга (власник виле је својевремено пронађен мртав на тавану, закључан у сандуку).
Пошто су браћа равноправно поседују фабрику, њихова мишљења о њеној будућности су подељена – Ерни жели да је прода, јер фабрика већ дуже време не остварује довољно прихода за њено одржавање (производња се заснива на застарелим технологијама, конопац). сам канап више није тражен, а већина радника - стари људи); Ларс, сећајући се заклетве дате његовом оцу, то категорички одбија.
Међутим, упркос таквим различитим погледима, једног дана браћу уједињује тешка ситуација која им је драматично окренула животе наглавачке.
Ларсова супруга Ејприл, незадовољна неисплативим радом свог мужа, избацује га из куће након што је сазнала да је одбио уговор са Зепко Индустрис, која је понудила да добије аванс од 100.000 долара уз накнадну исплату пензије за продају фабрике. (компанија је раније покушавала да купи фабрику, али Шмунц-отац је био против).
Ерни, пак, остаје без ресторана након смрти једне од муштерија (градоначелника) од срчаног удара изазваног нервним шоком због поједене бубашвабе, која је случајно завршила у његовом јелу када је вечерао у Ернијевом ресторану (бубашваба се скривала у кутији цигара завештаној од његовог оца), а сада се бивши кувар крије у ресторану.
Браћа која су остала бескућници налазе склониште у истој вили коју су наследили. Иако вила изгледа веома оронуло и запуштено, у њеном поткровљу случајно проналазе цртеже из 1876. године, из којих се испоставља да је зграда дело чувеног архитекте Чарлса Лајла Ларуа и да има значајну културну вредност. Бизнисмен Александар Фалко, страствени обожавалац Ларуа, нуди му да прода ову кућу (већ има 42 зграде овог архитекте, а укупно су изграђене 43). Ерни, пошто је сазнао да је просечна цена куће 600.000 долара, нуди да организује аукцију како би добио више новца од посла. Фалко се слаже, али подсећа браћу да никада у животу није купио кућу вредну више од десет милиона долара.
Док су реновирали кућу за аукцију, браћа убрзо откривају да у кући живи миш. Сви покушаји Ернија и Ларса да је се отарасе не иду им у прилог. Када браћа схвате да миш може вешто да заобиђе мишоловке, иду на крајње мере (употреба усисивача, позивање дератизатора, куповина луде мачке по имену „Кетзила“ итд.), али она овде излази као победник.
Пошто су потрошили сав новац да ухвате миша и прилично уништили кућу, Ларс и Ерни, међутим, не престају. У жару борбе са глодаром, не примећују да је банка запленила кућу јер претходни власник није платио хипотеку од 1.200 долара. Посао је на ивици пропасти, пошто су остала само два дана до конфискације, а Ерни је последњи новац успео да потроши на ђакузи каду, која се, због још једне подлости миша, утопила у рупи леда.
Браћа покушавају да добију довољно новца позајмљивањем од радника, али то доводи до нереда у фабрици. У исто време, Ерни случајно проналази део Зепко Индустрис у канцеларији фабрике међу гомилом папира и тајно од Ларса одлучује да прода фабрику. Али пре састанка са представницима компаније, удари га аутобус и његов план пропада. У међувремену, Ејприл, сазнавши од адвоката за аукцију, одмах се помири са мужем и даје њему и Ернију 1.200 долара да отплате дуг. Након тога, назад у вили, Ларс и Ерни поново примећују миша и покушавају да га поново ухвате, али се све поново завршава неуспехом. И у том тренутку, представници Зепко Индустриса зову вилу и јављају да одбијају било какве послове око фабрике због два подругљива неуспеха уговора. Ларс сазнаје за "издају" свог брата и између њих долази до свађе, чија жртва случајно постаје миш обложен поморанџом. Браћа су већ спремна да је убију, али у последњем тренутку обојици недостаје храбрости да остваре своје планове. На крају га у пакету шаљу на Кубу Фиделу Кастру, али кубанска царина шаље пакет назад због сумњиво мале тежине. За то време Ларс и Ерни успевају да доведу кућу у ред.
Долази дан аукције. Ларс даје свом брату породично наслеђе - срећну чипку Рудолфа Шмунца. Али аукција је поново у опасности: Ларс у снегу проналази изгризану пошиљку са Кубе, а онда, пред Ернијем, миш поједе очеву пертлу. Последња битка између Шмунтова и миша доводи до хаоса у целој вили: у очају, Ерни и Ларс пуштају воду у мишју рупу, али због квара вентила вода испуњава цео простор између зидова куће. куће, а као резултат тога, зидови куће се урушавају и сви посетиоци се односе на улицу. Аукција је осујећена, а Ларуова кућа је коначно уништена до темеља. На рушевинама куће браћа проналазе породичну врпцу из које закључују да је миш коначно угинуо. Међутим, чипка се у њиховим рукама ломи, а потпуно деморалисани Ларс и Ерни враћају се у празну фабрику канапа, где је са њима дошао и миш, лишен дома. Она сама покреће машине и ставља главу сира у покретну траку из које се добија канап за сир, који је на крају трошну фабрику претворио у просперитетно предузеће (јединствено у својој врсти). Ларс сада ради као администратор, Ерни као кулинарски технолог, а миш као Ернијев помоћник и главни дегустатор.
Филм се завршава кратким кадром – срећна чипка Рудолфа Шмунца, чији дух прати ликове током целог филма, исплетена је и урамљена, а испод је табла са Шмунцовом омиљеном фразом: „Свет без канапа је хаос“.

## Улоге
| Глумац             | Улога                       |
| ------------------ | --------------------------- |
| Нејтан Лејн        | Ерни Шмунц                  |
| Ли Еванс           | Ларс Шмунц                  |
| Кристофер Вокен    | Сезар                       |
| Мајкл Џетер        | Квинси Торп                 |
| Мори Чајкин        | Александар Фалко            |
| Вики Луис          | Ејприл Шмунц                |
| Вилијам Хики       | Рудолф Шмунц                |
| Ерик Крисмас       | Ернијев и Ларсов адвокат    |
| Марио Кантоне      | запослени у Зепко Индустрис |
| Дебра Кристоферсон | Ингрид                      |
| Камила Сјоберг     | Хилда                       |
| Ерни Сабела        | Мори                        |
| Клиф Емич          | градоначелник Мекринкл      |